# Immortal?
Immortal? è il quarto album in studio del gruppo rock britannico Arena, pubblicato nel 2000.

## Tracce
1. Chosen – 6:21
2. Waiting for the Flood – 5:54
3. The Butterfly Man – 8:56
4. Ghost in the Firewall – 4:55
5. Climbing the Net – 4:40
6. Moviedrome – 19:46
7. Friday's Dream – 4:44

## Formazione
- Clive Nolan - tastiere, cori
- Mick Pointer - batteria
- Rob Sowden - voce
- John Mitchell - chitarre
- Ian Salmon - basso